# Aeroportul Municipal Brown Field
Aeroportul Municipal Brown Field (IATA: SDM, ICAO: KSDM, FAA LID: SDM) este un aeroport din California, Statele Unite ale Americii ce deservește zona San Diego. Aeroportul a fost tranzitat în 2019 de 136 de pasageri.
Situat la o altitudine de 160 m, aeroportul dispune de 2 piste. Este operat de San Diego.

## Infrastructură

### Piste
Aeroportul dispune de 2 piste. Pista 08L/26R are dimensiunile 7.972 picioare × 150 picioare. Pista 08R/26L are suprafața de asfalt și dimensiunile 3.180 picioare × 75 picioare. 